# Виролайнен, Вольдемар Матвеевич
Вольдема́р Матве́евич Вирола́йнен (1901—1983) — железнодорожник, государственный деятель, генерал-директор тяги 3-го ранга (1943), депутат Верховного Совета СССР 1 и 2 созывов.

## Биография
Родился в 1901 году. В 1914—1947 годах работал на железной дороге, сначала помощником машиниста, с 1918 года — машинистом паровоза в депо Санкт-Петербург-Финляндский, водил маршрутные поезда, возившие продовольствие в Петроград в 1918 году.
В 1920 году разыскал на базе запаса «ленинский» паровоз H2-293, вместе с товарищами отремонтировал его и работал на нём в течение года.
В феврале — декабре 1931 года начальник паровозного депо ст. Калинин Октябрьской железной дороги. Своё пребывание в Калинине описывает в книге мемуаров «Зелёная улица».
В 1939 году окончил Всесоюзную транспортную академию. В 1942 году был заместителем начальника Северной железной дороги.
С января 1942 года по июль 1944 года возглавлял Волховстроевский железнодорожный узел как уполномоченный Народного комиссариата путей сообщения. Под его руководством велись работы по подготовке к отправлению легендарного поезда с продовольствием и боеприпасами в блокадный Ленинград, в феврале 1943 года сопровождал этот поезд. После войны занимал пост начальника Кировской железной дороги.
В 1947 году установил, что «ленинский» паровоз H2-293 приписан к депо Тампере, водит пригородные поезда. В 1957 году по поручению правительства СССР добился возвращения его из Финляндии. Паровоз H2-293 был установлен в специальном павильоне на Финляндском вокзале[значимость факта?].
С февраля 1947 по май 1950 года председатель Совета Министров Карело-Финской ССР.
В 1950 году репрессирован по «Ленинградскому делу», находился в заключении, в 1954 году реабилитирован.
С 1954 года начальник отделения Октябрьской железной дороги. С 1957 года на пенсии.

## Увековечение памяти
- Почётный гражданин города Волхов (1971 год).
- Мемориальная табличка на здании вокзала ст. Волховстрой-1.

## Сочинения
- Виролайнен В. М. Зеленая улица. — М.: Политиздат, 1977.